# Allochrusa takhtajanii
Allochrusa takhtajanii là loài thực vật có hoa thuộc họ Cẩm chướng. Loài này được Gabrieljan & Dittrich mô tả khoa học đầu tiên năm 1990.